# Аррефора (пьеса)
«Аррефора, или Флейтистка» (др.-греч. Ἀρρηφόρος) — комедия древнегреческого драматурга Менандра (IV—III века до н. э.), от которой сохранилось только несколько фрагментов в виде цитат у других античных авторов. В этих фрагментах упоминаются чья-то женитьба и персонаж по имени Миртила, которого нанимают в качестве кормилицы; отсюда следует, что в центре сюжета была история любви.
Аррефора — это жрица богини Афины, участвовавшая в праздновании Аррефорий и Великих Панафиней. Возможно, герой пьесы влюбился как раз в такую жрицу.